# Classificació dels dinosaures

Classificació dels dinosaures

La classificació dels dinosaures començà el 1842 quan Richard Owen definí el superordre Dinosauria basant-se en Iguanodon, Megalosaurus i Hylaeosaurus. Entre el 1887 i el 1888, Harry Seeley dividí el superordre en dos ordres: Saurischia i Ornithischia.

## OrdreSaurischia
- Eoraptor
- Guaibasaurus
- Família Herrerasauridae
- Subordre Sauropodomorpha
  - Azendohsaurus?
  - Saturnalia
  - Thecodontosaurus
  - Efraasia
  - Infraordre Prosauropoda
    - Família Riojasauridae
    - Clade Plateosauria
      - Família Plateosauridae
      - Família Massospondylidae

  - Infraordre Sauropoda
    - Ammosaurus
    - Anchisaurus
    - Isanosaurus?
    - Kotasaurus
    - Blikanasaurus?
    - Barapasaurus
    - Chinshakiangosaurus
    - Ohmdenosaurus
    - Tazoudasaurus
    - Vulcanodon
    - Zizhongosaurus
    - Clade Eusauropoda
      - Omeisaurus
      - Euhelopus
      - Cetiosaurus
      - Amygdalodon
      - Patagosaurus
      - Shunosaurus
      - Mamenchisaurus
      - Clade Turiasauria
      - Clade Neosauropoda
        - Haplocanthosaurus
        - Jobaria?
        - Superfamília Diplodocoidea
          - Família Dicraeosauridae
          - Família Diplodocidae
          - Família Rebbachisauridae

        - Clade Macronaria
          - Abrosaurus
          - Aragosaurus
          - Camarasaurus
          - Clade Titanosauriformes
            - Família Brachiosauridae
            - Clade Titanosauria
- Subordre Theropoda
  - Agnosphitys
  - Chindesaurus
  - Guaibasaurus
  - Infraordre Ceratosauria
    - Família Ceratosauridae
    - Superfamília Abelisauroidea
    - Superfamília Coelophysoidea

  - Clade Tetanurae
    - Cryolophosaurus
    - Sinosaurus
    - Superfamília Spinosauroidea
    - Infraordre Carnosauria
      - Superfamília Allosauroidea

    - Clade Coelurosauria
      - Coelurus
      - Tanycolagreus
      - Família Compsognathidae
      - Clade Tyrannoraptora
        - Superfamília Tyrannosauroidea
        - Clade Maniraptoriformes
          - Clade Ornithomimiformes
            - Família Alvarezsauridae
            - Infraordre Ornithomimosauria

          - Clade Maniraptora
            - Yixianosaurus
            - Scansoriopteryx
            - Epidendrosaurus
            - Infraordre Therizinosauria
            - Infraordre Oviraptorosauria
            - Clade Paraves
              - Infraordre Deinonychosauria
                - Família Dromaeosauridae
                - Família Troodontidae

              - Clade Aves

## OrdreOrnithischia†
- Pisanosaurus
- Lesothosaurus
- Clade Genasauria
  - Subordre Thyreophora
    - Tatisaurus?
    - Scutellosaurus
    - Clade Eurypoda
      - Brachypodosaurus?
      - Lusitanosaurus?
      - Infraordre Stegosauria
      - Infraordre Ankylosauria

  - Subordre Neornithischia
    - Stormbergia
    - Agilisaurus
    - Hexinlusaurus
    - Infraordre Ornithopoda
    - Clade Heterodontosauriformes
      - Família Heterodontosauridae
      - Clade Marginocephalia
        - Infraordre Pachycephalosauria
        - Infraordre Ceratopsia